# 拜谢·鲍尔瑙巴什
拜谢·鲍尔瑙巴什（匈牙利語：Bese Barnabás，匈牙利語發音：[ˈbɛʃɛ ˈbɒrnɒbaːʃ]，1994年5月6日—）是匈牙利的一位職業足球選手，在場上的位置是右後衛。現效力於比利時甲組聯賽A球隊旧海弗莱鲁汶。他也是匈牙利國家足球隊的成員，並且入選了匈牙利2016年歐洲國家盃參賽名單。